# Glänzender Storchschnabel
Der Glänzende Storchschnabel (Geranium lucidum) ist eine Pflanzenart aus der Gattung der Storchschnäbel  (Geranium) innerhalb der Familie der Storchschnabelgewächse (Geraniaceae). Das Hauptverbreitungsgebiet ist das westliche Mittelmeergebiet.

## Beschreibung

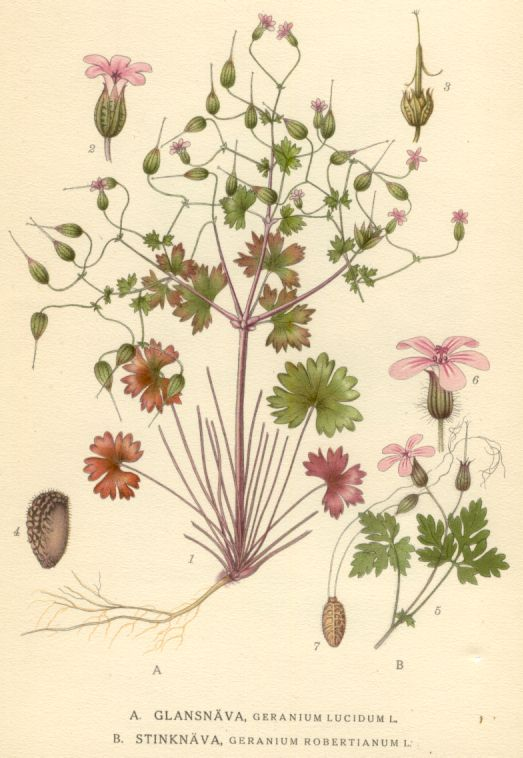
Illustration (Figur A)

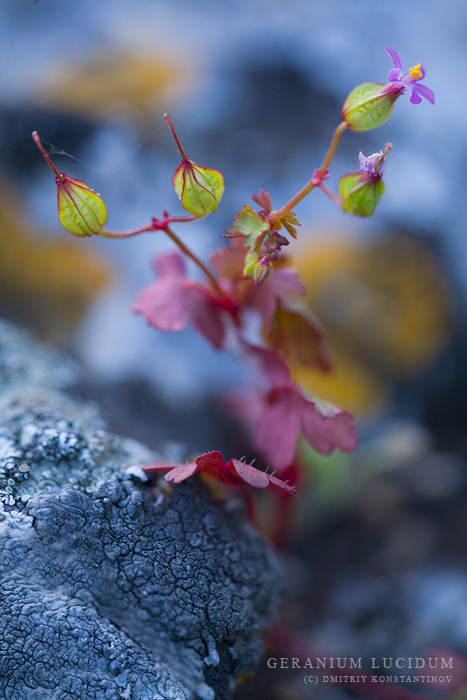
Blüten, junge Früchte und rote vegetative Pflanzenteile

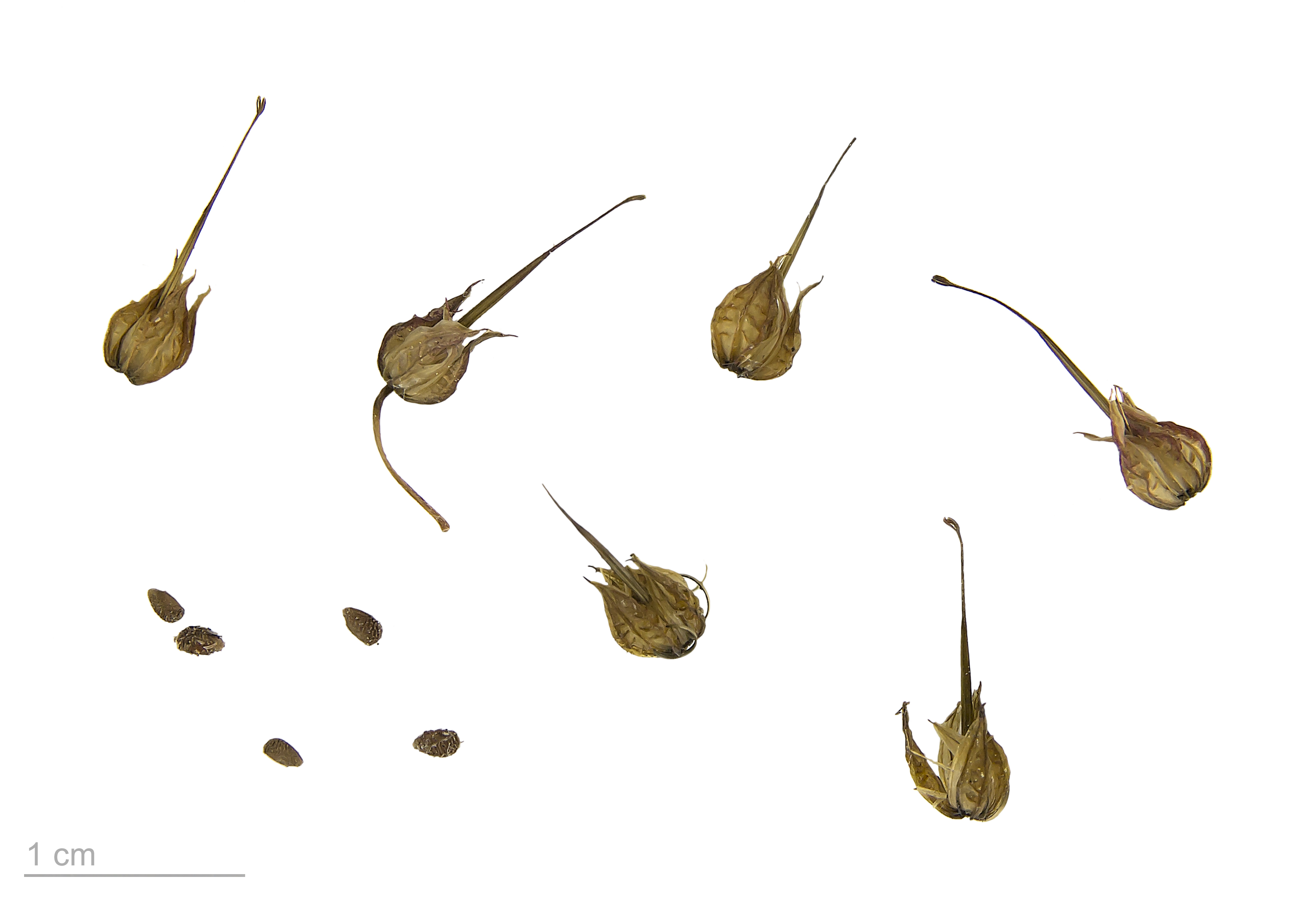
Geranium lucidum, Früchte und Samen

Der Glänzende Storchschnabel wächst als einjährige bis überwinternd grüne, ausdauernde krautige Pflanze und erreicht Wuchshöhen von 10 bis 40 Zentimeter. Der aufsteigende oder aufrechte, verzweigte Stängel ist meist rot, zerbrechlich, fast kahl, drüsenlos und glänzend. Die Laubblätter sind in Blattstiel und Blattspreite gegliedert. Die glänzende Blattspreite ist im Umriss rundlich, bis über die Mitte fünf- bis siebenteilig, mit stumpf gekerbten Blattlappen.
Die Blütezeit erstreckt sich von Mai bis Juli. Die Teilblütenstände stehen einzeln in den Achseln der oberen Blätter. Die kurzstieligen, zweiblütigen Blütenstände überragen nur wenig die Hochblätter. Die Kelchblätter sind aufrecht, querrunzelig, deutlich gekielt und zur Blütezeit zusammenneigend. Die fünf hellroten Kronblätter sind bei einer Länge von 8 bis 10 mm, verkehrt-eiförmig, abgerundet und lang genagelt.
Die fast kahlen Fruchtklappen der Spaltfrucht erscheinen unten netznervig runzelig.
Die Chromosomenzahl beträgt 2n = 20.

## Vorkommen
Die ursprüngliche Heimat des Glänzenden Storchschnabels ist das westliche Mittelmeergebiet, er kommt aber mittlerweile auch in Mitteleuropa vor, unter anderem in der deutschen Eifel und Pfalz. Vereinzelt ist er in der Fränkischen Schweiz, am Unterlauf der Lahn und Main, am Nordrand der Mittelgebirge, in Niederösterreich, in der Westschweiz und am Alpensüdfuß zu finden. Die Art steigt im Unterwallis bis etwa 1400 Meter, in der Herzegowina bis 1700 Meter und in den französischen Alpen bis in die alpine Stufe auf.
Der Glänzende Storchschnabel gedeiht am besten auf stickstoffreichen, kalkarmen, steinigen Lehmböden; er wächst aber auch in Mauerritzen und auf Felsbändern. Er bevorzugt Halbschatten. Er wächst in Gegenden mit mildem Winter und Frühjahr und besiedelt dort Waldsäume, Waldlichtungen und Mauern. Er ist in Mitteleuropa eine Charakterart des Chaerophyllo-Geranietum lucidi (Alliarion-Verband).
Die ökologischen Zeigerwerte nach Landolt et al. 2010 sind in der Schweiz: Feuchtezahl F = 3 (mäßig feucht), Lichtzahl L = 2 (schattig), Reaktionszahl R = 4 (neutral bis basisch), Temperaturzahl T = 3+ (unter-montan und ober-kollin), Nährstoffzahl N = 3 (mäßig nährstoffarm bis mäßig nährstoffreich), Kontinentalitätszahl K = 2 (subozeanisch).

## Ökologie
Schon vier Stunden nach dem Öffnen der Blüte legen sich die inneren Antheren auf die Narbe und befruchten sie.